# Lights Out (UFO의 음반)
| 전문가 평가 | 전문가 평가 |
| 평가 점수   | 평가 점수   |
| 출처        | 점수        |
| ----------- | ----------- |
| AllMusic    | [ 3 ]       |

《Lights Out》은 1977년 5월에 발매된 영국의 하드 록 밴드 UFO의 여섯 번째 스튜디오 음반이다. 밴드 러브의 곡을 커버한 〈Alone Again Or〉를 제외한 모든 곡들은 밴드 오리지널이다. 빌보드 200에서 23위에 오른 이 음반은 미국에서 이 밴드의 가장 높은 차트 음반으로 남아 있다. 영국에서는 54위를 기록했고 2주 동안 차트에 머물렀다.

## 배경
이 음반은 UFO가 그들의 이전 음반보다 더 복잡한 곡 구조와 함께 푸르스름한 현악 편곡을 특징으로 하는 최초의 음반이었다. 프로듀서 론 네비슨은 앨런 맥밀런을 불러 현악기와 호른 편곡을 담당하게 했다. 관현악 색채를 특징으로 한 가장 주목할 만한 곡은 〈Love to Love〉였다. 이 음반은 또한 폴 레이먼드가 키보드와 리듬 기타에 참여한 최초의 UFO 음반이기도 하다.
1994년, 이 음반과 《No Heavy Petting》으로 구성된 CD가 BGO 레코드에 의해 발매되었다. 2008년 EMI의 리마스터판은 런던 라운드하우스에서 녹음된 4개의 라이브 보너스 트랙을 포함한다. 음반 커버에는 이 곡들이 1976년에 녹음되었다고 잘못 기재되어 있지만, 정확한 해는 1977년이다. EMI는 집필 크레딧을 수정했고, 폴 레이먼드는 마침내 그의 공헌에 대한 크레딧을 받았다.
《케랑!》은 이 음반을 "역사상 최고의 헤비 메탈 음반 100장" 중 28위에 올렸다.
아이언 메이든의 스티브 해리스는 〈Love to Love〉를 그가 가장 좋아하는 노래라고 불렀다.

## 곡 목록
| #  | 제목                     | 작사·작곡                   | 재생 시간 |
| -- | ------------------------ | --------------------------- | --------- |
| 1. | 〈Too Hot to Handle〉    | 피트 웨이, 필 모그          | 3:37      |
| 2. | 〈Just Another Suicide〉 | 폴 레이먼드, 모그           | 4:58      |
| 3. | 〈Try Me〉               | 미하엘 쉥커, 모그           | 4:49      |
| 4. | 〈Lights Out〉           | 쉥커, 앤디 파커, 모그, 웨이 | 4:33      |

| #  | 제목                           | 작사·작곡        | 재생 시간 |
| -- | ------------------------------ | ---------------- | --------- |
| 5. | 〈Gettin' Ready〉              | 쉥커, 모그       | 3:46      |
| 6. | 〈Alone Again Or (러브 커버)〉 | 브라이언 맥린    | 3:00      |
| 7. | 〈Electric Phase〉             | 웨이, 모그, 쉥커 | 4:20      |
| 8. | 〈Love to Love〉               | 쉥커, 모그       | 7:38      |